# Dactylomyia decora
Dactylomyia decora är en tvåvingeart som först beskrevs av Aldrich 1902.  Dactylomyia decora ingår i släktet Dactylomyia och familjen styltflugor. Inga underarter finns listade i Catalogue of Life.